# Lorena Medina
Lorena Medina (Gironella, 25 d'abril de 2003) és una gimnasta internacional catalana del Club Egiba. (Manresa), membre de la selecció espanyola de gimnàstica artística femenina. Va ser gimnasta suplent als Jocs Olímpics de Tòquio 2020 (celebrat el 2021 per ajornament arran de la pandèmia de Covid-19) i va aconseguir el bronze als Jocs Olímpics Universitaris 2022 celebrats a Chengdu (Xina). En aquesta competició, Lorena Medina va ser quarta en la classificació individual.
Medina es va proclamar campiona de Catalunya de gimnàstica artística el 2022 i el 2023 va ser subcampiona, a més de subcampiona d'Espanya en l'aparell de barra d'equilibris. Juntament amb la seva companya (d'equip i de selecció) Laia Font, va liderar l'Egiba per aconseguir l'or estatal per equips.
Des del seu debut amb la selecció espanyola absoluta, el 2019, ha estat finalista en diferents copes mundials. També va participar al Campionat d'Europa de Múnich 2022 i al Campionat del Món de Liverpool 2022, tot i que en aquest es va lesionar en l'entrenament de pòdium i no va poder saltar a la pista a competir.